# Hospital San Juan de Dios (Zaragoza)
El Hospital San Juan de Dios es un hospital de la Orden Hospitalaria de San Juan de Dios ubicado en el zaragozano distrito de Torrero. Dispone de 188 camas y desde 2003 tiene un convenio de colaboración con el Servicio Aragonés de Salud.
Fue construido en la década de 1940 en el estilo historicista imperante en los años que siguieron a la guerra civil española. Se especializó inicialmente en maternidad y cirugía aunque el desarrollo de la red sanitaria pública motivó que el foco se trasladara a tratamientos de media y larga estancia, paliativos y rehabilitación.